# UCI Europe Tour 2017
UCI Europe Tour 2017 var den 13. sæson af UCI Europe Tour.
Gennem sæsonen blev der uddelt point til rytterne efter placering på etaperne, endagsløb og slutposition i løb. Antal point varierede efter rangering i de forskellige løb. Hvert løb havde én kategori som afgør hvilke hold der kan deltage, point der uddeles, udover at det viser hvilken type løb der er tale om:
- Etapeløb: 2.HC, 2.1 og 2.2
- Endagsløb: 1.HC, 1.1 og 1.2

## Løb

### Januar
| Dato       | Løb                                         | Land     | Kat. | Vinder              | Hold                   | Kilde |
| ---------- | ------------------------------------------- | -------- | ---- | ------------------- | ---------------------- | ----- |
| 26. januar | Trofeo Porreres-Felanitx-Ses Salines-Campos | Spanien  | 1.1  | André Greipel (GER) | Lotto-Soudal           | [ 1 ] |
| 27. januar | Trofeo Serra de Tramuntana                  | Spanien  | 1.1  | Tim Wellens (BEL)   | Lotto-Soudal           | [ 2 ] |
| 28. januar | Trofeo Andrach-Mirador del Colomer          | Spanien  | 1.1  | Tim Wellens (BEL)   | Lotto-Soudal           | [ 3 ] |
| 29. januar | Trofeo Playa de Palma-Palma                 | Spanien  | 1.1  | Daniel McLay (GBR)  | Fortuneo-Vital Concept | [ 4 ] |
| 29. januar | Grand Prix Cycliste la Marseillaise         | Frankrig | 1.1  | Arthur Vichot (FRA) | FDJ                    | [ 5 ] |

### Februar
| Dato            | Løb                              | Land      | Kat. | Vinder                   | Hold                         | Kilde  |
| --------------- | -------------------------------- | --------- | ---- | ------------------------ | ---------------------------- | ------ |
| 1.-5. februar   | Volta a la Comunitat Valenciana  | Spanien   | 2.1  | Nairo Quintana (COL)     | Movistar Team                | [ 6 ]  |
| 1.-5. februar   | Étoile de Bessèges               | Frankrig  | 2.1  | Lilian Calmejane (FRA)   | Direct Énergie               | [ 7 ]  |
| 5. februar      | Gran Premio Costa degli Etruschi | Italien   | 1.1  | Diego Ulissi (ITA)       | UAE Team Emirates            | [ 8 ]  |
| 11. februar     | Vuelta a Murcia                  | Spanien   | 1.1  | Alejandro Valverde (ESP) | Movistar Team                | [ 9 ]  |
| 12. februar     | Clásica de Almería               | Spanien   | 1.1  | Magnus Cort (DEN)        | Orica-Scott                  | [ 10 ] |
| 12. februar     | Trofeo Laigueglia                | Italien   | 1.HC | Fabio Felline (ITA)      | Italiens landshold           | [ 11 ] |
| 15.-19. februar | Vuelta a Andalucía               | Spanien   | 2.HC | Alejandro Valverde (ESP) | Movistar Team                | [ 12 ] |
| 15.-19. februar | Volta ao Algarve                 | Portugal  | 2.HC | Primož Roglič (SLO)      | Team LottoNL-Jumbo           | [ 13 ] |
| 18.-19. februar | Tour du Haut-Var                 | Frankrig  | 2.1  | Arthur Vichot (FRA)      | FDJ                          | [ 14 ] |
| 19. februar     | GP Laguna                        | Kroatien  | 1.2  | Andrea Toniatti (ITA)    | Team Colpack                 | [ 15 ] |
| 21.-23. februar | Tour La Provence                 | Frankrig  | 2.1  | Rohan Dennis (AUS)       | BMC Racing Team              | [ 16 ] |
| 22.-26. februar | Volta ao Alentejo                | Portugal  | 2.1  | Carlos Barbero (ESP)     | Movistar Team                | [ 17 ] |
| 25. februar     | Classic Sud Ardèche              | Frankrig  | 1.1  | Mauro Finetto (ITA)      | Delko-Marseille Provence KTM | [ 18 ] |
| 26. februar     | Kuurne-Bruxelles-Kuurne          | Belgien   | 1.HC | Peter Sagan (SVK)        | Bora-Hansgrohe               | [ 19 ] |
| 26. februar     | La Drôme Classic                 | Frankrig  | 1.1  | Sébastien Delfosse (BEL) | WB Veranclassic Aqua Protect | [ 20 ] |
| 26. februar     | GP Izola                         | Slovenien | 1.2  | Filippo Fortin (ITA)     | Tirol Cycling Team           | [ 21 ] |

### Marts
| Dato               | Løb                                         | Land       | Kat. | Vinder                         | Hold                              | Kilde  |
| ------------------ | ------------------------------------------- | ---------- | ---- | ------------------------------ | --------------------------------- | ------ |
| 1. marts           | Le Samyn                                    | Belgien    | 1.1  | Guillaume Van Keirsbulck (BEL) | Wanty-Groupe Gobert               | [ 22 ] |
| 1. marts           | Umag Trophy                                 | Kroatien   | 1.2  | Rok Korošec (SLO)              | Amplatz-BMC                       | [ 23 ] |
| 4. marts           | Poreč Trophy                                | Kroatien   | 1.2  | Matej Mugerli (SLO)            | Amplatz-BMC                       | [ 24 ] |
| 5. marts           | Clássica da Arrábida                        | Portugal   | 1.2  | Amaro Antunes (POR)            | W52-FC Porto                      | [ 25 ] |
| 5. marts           | Tværs gennem Vestflandern                   | Belgien    | 1.1  | Jos van Emden (NED)            | Team LottoNL-Jumbo                | [ 26 ] |
| 5. marts           | GP Industria & Artigianato di Larciano      | Italien    | 1.HC | Adam Yates (GBR)               | Orica-Scott                       | [ 27 ] |
| 5. marts           | Grand Prix de la Ville de Lillers           | Frankrig   | 1.2  | Thomas Boudat (FRA)            | Direct Énergie                    | [ 28 ] |
| 5. marts           | International Rhodes Grand Prix             | Grækenland | 1.2  | Alan Banaszek (POL)            | Polens landshold                  | [ 29 ] |
| 9.–12. marts       | Istrian Spring Trophy                       | Kroatien   | 2.2  | Matej Mugerli (SLO)            | Amplatz-BMC                       | [ 30 ] |
| 10.–12. marts      | International Tour of Rhodes                | Grækenland | 2.2  | Colin Stüssi (SUI)             | Roth-Akros                        | [ 31 ] |
| 11. marts          | Ronde van Drenthe                           | Holland    | 1.1  | Jan-Willem van Schip (NED)     | Delta Cycling                     | [ 32 ] |
| 12. marts          | Clássica Aldeias do Xisto                   | Portugal   | 1.2  | Vicente García de Mateos (ESP) | Louletano-Hospital de Loulé       | [ 33 ] |
| 12. marts          | Dorpenomloop Rucphen                        | Holland    | 1.2  | Maarten van Trijp (NED)        | Metec-TKH Continental Cyclingteam | [ 34 ] |
| 12. marts          | Paris-Troyes                                | Frankrig   | 1.2  | Yannis Yssaad (FRA)            | Armée de Terre                    | [ 35 ] |
| 15. marts          | Nokere Koerse                               | Belgien    | 1.HC | Nacer Bouhanni (FRA)           | Cofidis                           | [ 36 ] |
| 17. marts          | Handzame Classic                            | Belgien    | 1.1  | Kristoffer Halvorsen (NOR)     | Joker Icopal                      | [ 37 ] |
| 18. marts          | Classic Loire-Atlantique                    | Frankrig   | 1.1  | Laurent Pichon (FRA)           | Fortuneo-Vital Concept            | [ 38 ] |
| 19. marts          | La Popolarissima                            | Italien    | 1.2  | Filippo Calderaro (ITA)        | Zalf Euromobil Désirée Fior       | [ 39 ] |
| 20.–26. marts      | Tour de Normandie                           | Frankrig   | 2.2  | Anthony Delaplace (FRA)        | Fortuneo-Vital Concept            | [ 40 ] |
| 23.–26. marts      | Settimana Internazionale di Coppi e Bartali | Italien    | 2.1  | Lilian Calmejane (FRA)         | Direct Énergie                    | [ 41 ] |
| 28.–30. marts      | Tre dage ved Panne                          | Belgien    | 2.HC | Philippe Gilbert (BEL)         | Quick-Step Floors                 | [ 42 ] |
| 31. marts–2. april | Triptyque des Monts et Châteaux             | Belgien    | 2.2  | Jasper Philipsen (BEL)         | BMC Development                   | [ 43 ] |
| 31. marts          | Route Adélie de Vitré                       | Frankrig   | 1.1  | Laurent Pichon (FRA)           | Fortuneo-Vital Concept            | [ 44 ] |

### April
| Dato             | Løb                                        | Land                | Kat. | Vinder                      | Hold                             | Kilde  |
| ---------------- | ------------------------------------------ | ------------------- | ---- | --------------------------- | -------------------------------- | ------ |
| 1. april         | Gran Premio Miguel Indurain                | Spanien             | 1.1  | Simon Yates (GBR)           | Orica-Scott                      | [ 45 ] |
| 1. april         | Volta Limburg Classic                      | Holland             | 1.1  | Marco Canola (ITA)          | Nippo-Vini Fantini-Europa Ovini  | [ 46 ] |
| 2. april         | GP Adria Mobil                             | Slovenien           | 1.2  | Antonino Parrinello (ITA)   | GM Europa Ovini                  | [ 47 ] |
| 2. april         | Trofeo PIVA                                | Italien             | 1.2U | Mark Padun (UKR)            | Team Colpack                     | [ 48 ] |
| 2. april         | La Roue Tourangelle                        | Frankrig            | 1.1  | Flavien Dassonville (FRA)   | HP BTP-Auber 93                  | [ 49 ] |
| 2. april         | Vuelta a La Rioja                          | Spanien             | 1.1  | Rory Sutherland (AUS)       | Movistar Team                    | [ 50 ] |
| 4.–7. april      | Circuit de la Sarthe                       | Frankrig            | 2.1  | Lilian Calmejane (FRA)      | Direct Énergie                   | [ 51 ] |
| 5. april         | Scheldeprijs                               | Belgien             | 1.HC | Marcel Kittel (GER)         | Quick-Step Floors                | [ 52 ] |
| 7.–9. april      | Circuit des Ardennes                       | Frankrig            | 2.2  | Jhonatan Narváez (ECU)      | Axeon-Hagens Berman              | [ 53 ] |
| 8. april         | Trofeo Edil C                              | Italien             | 1.2  | Marco Negrente (ITA)        | Team Colpack                     | [ 54 ] |
| 9. april         | Giro dell'Appennino                        | Italien             | 1.1  | Danilo Celano (ITA)         | Amore & Vita-Selle SMP-Fondriest | [ 55 ] |
| 9. april         | Klasika Primavera                          | Spanien             | 1.1  | Gorka Izagirre (ESP)        | Movistar Team                    | [ 56 ] |
| 11. april        | Paris-Camembert                            | Frankrig            | 1.1  | Nacer Bouhanni (FRA)        | Cofidis                          | [ 57 ] |
| 12.–16. april    | Tour du Loir-et-Cher                       | Frankrig            | 2.2  | Alexander Kamp (DEN)        | Team VéloCONCEPT                 | [ 58 ] |
| 12. april        | Brabantse Pijl                             | Belgien             | 1.HC | Sonny Colbrelli (ITA)       | Bahrain-Merida                   | [ 59 ] |
| 13. april        | Grand Prix de Denain                       | Frankrig            | 1.HC | Arnaud Démare (FRA)         | FDJ                              | [ 60 ] |
| 15. april        | Liège-Bastogne-Liège Espoirs               | Belgien             | 1.2U | Bjorg Lambrecht (BEL)       | Lotto-Soudal U23                 | [ 61 ] |
| 15. april        | Tour du Finistère                          | Frankrig            | 1.1  | Julien Loubet (FRA)         | Armée de Terre                   | [ 62 ] |
| 17. april        | Giro del Belvedere                         | Italien             | 1.2U | Aljaksandr Rabusjenka (BLR) | Team Palazzago                   | [ 63 ] |
| 17. april        | Tro Bro Leon                               | Frankrig            | 1.1  | Damien Gaudin (FRA)         | Armée de Terre                   | [ 64 ] |
| 17.–21. april    | Alperne Rundt                              | Italien             | 2.HC | Geraint Thomas (GBR)        | Team Sky                         | [ 65 ] |
| 18. april        | Gran Premio Palio del Recioto              | Italien             | 1.2U | Neilson Powless (USA)       | Axeon-Hagens Berman              | [ 66 ] |
| 18.–23. april    | Kroatien Rundt                             | Kroatien            | 2.1  | Vincenzo Nibali (ITA)       | Bahrain-Merida                   | [ 67 ] |
| 20.–23. april    | Tour of Mersin                             | Tyrkiet             | 2.2  | Stanislaw Bazjkow (BLR)     | Minsk Cycling Club               | [ 68 ] |
| 22. april        | Kerékpárverseny                            | Ungarn              | 1.2  | Kamil Zieliński (POL)       | Domin Sport                      | [ 69 ] |
| 22. april        | Arno Wallaard Memorial                     | Holland             | 1.2  | Timothy Stevens (BEL)       | Pauwels Sauzen-Vastgoedservice   | [ 70 ] |
| 23. april        | Trofeo Città di San Vendemiano             | Italien             | 1.2U | Nicola Conci (ITA)          | Zalf Euromobil Désirée Fior      | [ 71 ] |
| 23. april        | GP Slovakia                                | Slovakiet           | 1.2  | Alois Kaňkovský (CZE)       | Elkov-Author                     | [ 72 ] |
| 23. april        | Rutland–Melton International CiCLE Classic | Storbritannien      | 1.2  | Daniel Fleeman (GBR)        | Metaltek-Kuota                   | [ 73 ] |
| 25. april–1. maj | Tour de Bretagne                           | Frankrig            | 2.2  | Flavien Dassonville (FRA)   | HP BTP-Auber93                   | [ 74 ] |
| 25. april        | Gran Premio della Liberazione              | Italien             | 1.2U | Seid Lizde (ITA)            | Team Colpack                     | [ 75 ] |
| 28.–30. april    | Tour de Yorkshire                          | Storbritannien      | 2.1  | Serge Pauwels (BEL)         | Dimension Data                   | [ 76 ] |
| 28. april        | Himmerland Rundt                           | Danmark             | 1.2  | Nicolai Brøchner (DEN)      | Riwal Platform                   | [ 77 ] |
| 29. april        | GP Viborg                                  | Danmark             | 1.2  | Kasper Asgreen (DEN)        | Team VéloCONCEPT                 | [ 78 ] |
| 29. april        | Belgrade Banjaluka I                       | Serbien             | 1.2  | Barnabás Peák (HUN)         | Kontent-DKSI                     | [ 79 ] |
| 29. april        | ZODC Zuidenveld Tour                       | Holland             | 1.2  | Rick Ottema (NED)           | BabyDump Cycling Team            | [ 80 ] |
| 29. april–2. maj | Carpathian Couriers Race                   | Polen               | 2.2U | Alessandro Pessot (ITA)     | Cycling Team Friuli              | [ 81 ] |
| 29. april–1. maj | Vuelta a Asturias                          | Spanien             | 2.1  | Raúl Alarcón (ESP)          | W52–FC Porto                     | [ 82 ] |
| 30. april        | Paris-Mantes-en-Yvelines                   | Frankrig            | 1.2  | Fabien Canal (FRA)          | Armée de Terre                   | [ 83 ] |
| 30. april        | Belgrade Banjaluka II                      | Bosnien-Hercegovina | 1.2  | Nicola Gaffurini (ITA)      | Sangemini-MG.Kvis                | [ 84 ] |
| 30. april        | Skive-Løbet                                | Danmark             | 1.2  | Martin Toft Madsen (DEN)    | BHS-Almeborg Bornholm            | [ 85 ] |

### Maj
| Dato              | Løb                                                      | Land         | Kat. | Vinder                           | Hold                            | Kilde   |
| ----------------- | -------------------------------------------------------- | ------------ | ---- | -------------------------------- | ------------------------------- | ------- |
| 1. maj            | Circuit de Wallonie                                      | Belgien      | 1.2  | Maarten van Trijp (NED)          | Metec-TKH                       | [ 86 ]  |
| 1. maj            | Memoriał Andrzeja Trochanowskiego                        | Polen        | 1.2  | Alois Kaňkovský (CZE)            | Elkov-Author                    | [ 87 ]  |
| 1. maj            | Rund um den Finanzplatz Eschborn-Frankfurt (U23)         | Tyskland     | 1.2U | Fabio Jakobsen (NED)             | SEG Racing Academy              | [ 88 ]  |
| 2. maj            | Memoriał Romana Siemińskiego                             | Polen        | 1.2  | Alois Kaňkovský (CZE)            | Elkov-Author                    | [ 89 ]  |
| 3.–6. maj         | Rhône-Alpes Isère Tour                                   | Frankrig     | 2.2  | Marco Minnaard (NED)             | Wanty-Groupe Gobert             | [ 90 ]  |
| 3.–7. maj         | Aserbajdsjan Rundt                                       | Aserbajdsjan | 2.1  | Kirill Pozdnjakov (AZE)          | Synergy Baku                    | [ 91 ]  |
| 5.–7. maj         | CCC Tour – Grody Piastowskie                             | Polen        | 2.2  | Marek Rutkiewicz (POL)           | Wibatech 7R Fuji                | [ 92 ]  |
| 5.–7. maj         | Vuelta a la Comunidad de Madrid                          | Spanien      | 2.1  | Óscar Sevilla (ESP)              | Medellín-Inder                  | [ 93 ]  |
| 5.–9. maj         | Five Rings of Moscow                                     | Rusland      | 2.2  | Jurij Trofimov (RUS)             | Ruslands landshold              | [ 94 ]  |
| 6. maj            | Ronde van Overijssel                                     | Holland      | 1.2  | Nicolai Brøchner (DEN)           | Riwal Platform Cycling Team     | [ 95 ]  |
| 6. maj            | Sundvolden GP                                            | Norge        | 1.2  | Rasmus Guldhammer (DEN)          | Team VéloCONCEPT                | [ 96 ]  |
| 7. maj            | Ringerike GP                                             | Norge        | 1.2  | Rasmus Guldhammer (DEN)          | Team VéloCONCEPT                | [ 97 ]  |
| 7. maj            | Circuito del Porto – Trofeo Arvedi                       | Italien      | 1.2  | Imerio Cima (ITA)                | Viris Maserati                  | [ 98 ]  |
| 7. maj            | Gran Premio Citta di Lugano                              | Schweiz      | 1.HC | Iuri Filosi (ITA)                | Nippo-Vini Fantini-Europa Ovini | [ 99 ]  |
| 7. maj            | Flèche Ardennaise                                        | Belgien      | 1.2  | Harm Vanhoucke (BEL)             | Lotto–Soudal U23                | [ 100 ] |
| 9.–14. maj        | Fire dage ved Dunkerque                                  | Frankrig     | 2.HC | Clément Venturini (FRA)          | Cofidis                         | [ 101 ] |
| 11.–14. maj       | Ankara Rundt                                             | Tyrkiet      | 2.2  | Brayan Ramírez (COL)             | Medellín-Inder                  | [ 102 ] |
| 13. maj           | Scandinavian Race Uppsala                                | Sverige      | 1.2  | Nicolai Brøchner (DEN)           | Riwal Platform Cycling Team     | [ 103 ] |
| 14. maj           | 71e Profronde van Noord-Holland                          | Holland      | 1.2  | Fabio Jakobsen (NED)             | SEG Racing Academy              | [ 104 ] |
| 14. maj           | Grand Prix Criquielion                                   | Belgien      | 1.2  | Bram Welten (NED)                | BMC Development Team            | [ 105 ] |
| 14. maj           | Gran Premio Industrie del Marmo                          | Italien      | 1.2U | Michael Storer (AUS)             | Australiens landshold           | [ 106 ] |
| 17.–21. maj       | Tour of Norway                                           | Norge        | 2.HC | Edvald Boasson Hagen (NOR)       | Dimension Data                  | [ 107 ] |
| 17.–21. maj       | Ukraine Rundt                                            | Ukraine      | 2.2  | Vitalij Buts (UKR)               | Kolss Cycling Team              | [ 108 ] |
| 17.–21. maj       | Bałtyk–Karkonosze Tour                                   | Polen        | 2.2  | Marek Rutkiewicz (POL)           | Wibatech 7R Fuji                | [ 109 ] |
| 18.–21. maj       | Ronde de l'Isard                                         | Frankrig     | 2.2U | Pavel Sivakov (RUS)              | BMC Development Team            | [ 110 ] |
| 19.–21. maj       | A Travers Les Hauts de France - Trophee Paris-Arras Tour | Frankrig     | 2.2  | Jordan Levasseur (FRA)           | Armée de Terre                  | [ 111 ] |
| 19.–21. maj       | Vuelta a Castilla y León                                 | Spanien      | 2.1  | Jonathan Hivert (FRA)            | Direct Énergie                  | [ 112 ] |
| 20.–24. maj       | Albanien Rundt                                           | Albanien     | 2.2  | Francesco Manuel Bongiorno (ITA) | Sangemini-MG.K Vis              | [ 113 ] |
| 20. maj           | Berner Rundfahrt / Tour de Berne                         | Schweiz      | 1.2  | Filippo Fortin (ITA)             | Tirol Cycling Team              | [ 114 ] |
| 21.–28. maj       | An Post Rás                                              | Irland       | 2.2  | James Gullen (GBR)               | JLT Condor                      | [ 115 ] |
| 21. maj           | Grand Prix de la Somme                                   | Frankrig     | 1.1  | Adrien Petit (FRA)               | Direct Énergie                  | [ 116 ] |
| 24.–28. maj       | Flèche du Sud                                            | Luxembourg   | 2.2  | Matija Kvasina (CRO)             | Felbermayr-Simplon Wels         | [ 117 ] |
| 24.–28. maj       | Belgien Rundt                                            | Belgien      | 2.HC | Jens Keukeleire (BEL)            | Belgiens landshold              | [ 118 ] |
| 24.–28. maj       | Tour des Fjords                                          | Norge        | 2.1  | Edvald Boasson Hagen (NOR)       | Dimension Data                  | [ 119 ] |
| 25.–27. maj       | Gemenc Grand Prix                                        | Ungarn       | 2.2  | Filippo Tagliani (ITA)           | Gallina-Colosio-Eurofeed        | [ 120 ] |
| 26.–27. maj       | Estland Rundt                                            | Estland      | 2.1  | Karl Patrick Lauk (EST)          | Estlands landshold              | [ 121 ] |
| 26. maj           | Horizon Park Race for Peace                              | Ukraine      | 1.2  | Mykhajlo Kononenko (UKR)         | Kolss Cycling Team              | [ 122 ] |
| 27.–28. maj       | Tour de Gironde Cycliste International                   | Frankrig     | 2.2  | Pablo Torres (ESP)               | Burgos BH                       | [ 123 ] |
| 27.–28. maj       | Tour du Jura Cycliste                                    | Frankrig     | 2.2  | Thomas Degand (BEL)              | Wanty-Groupe Gobert             | [ 124 ] |
| 27. maj           | Grand Prix de Plumelec-Morbihan                          | Frankrig     | 1.1  | Alexis Vuillermoz (FRA)          | Ag2r-La Mondiale                | [ 125 ] |
| 27. maj           | Horizon Park Race Maidan                                 | Ukraine      | 1.2  | Rasmus Esmann Ginnerup (DEN)     | Team Aura Energi                | [ 126 ] |
| 28. maj           | Boucles de l'Aulne - Chateaulin                          | Frankrig     | 1.1  | Odd Christian Eiking (NOR)       | FDJ                             | [ 127 ] |
| 28. maj           | Horizon Park Race Classic                                | Ukraine      | 1.2  | Oleksandr Prevar (UKR)           | Kolss Cycling Team              | [ 128 ] |
| 28. maj           | Paris-Roubaix Espoirs                                    | Frankrig     | 1.2U | Nils Eekhoff (NED)               | Development Team Sunweb         | [ 129 ] |
| 31. maj – 4. juni | Luxembourg Rundt                                         | Luxembourg   | 2.HC | Greg Van Avermaet (BEL)          | BMC Racing Team                 | [ 130 ] |

### Juni
| Dato             | Løb                                                         | Land           | Kat.   | Vinder | Hold                            | Kilde   |
| ---------------- | ----------------------------------------------------------- | -------------- | ------ | --- | ------------------------------- | ------- |
| 1.–4. juni       | Grand Prix Priessnitz spa                                   | Tjekkiet       | 2.Ncup | Bjorg Lambrecht (BEL) | Belgiens landshold              | [ 131 ] |
| 1.–4. juni       | Szlakiem Walk Majora Hubala                                 | Polen          | 2.1    | Maciej Paterski (POL) | CCC Sprandi Polkowice           | [ 132 ] |
| 1.–4. juni       | Boucles de la Mayenne                                       | Frankrig       | 2.1    | Mathieu van der Poel (NED) | Beobank-Corendon                | [ 133 ] |
| 1.–4. juni       | GP Beiras e Serra da Estrela                                | Portugal       | 2.1    | Jesús del Pino (ESP) | Efapel                          | [ 134 ] |
| 2.–4. juni       | Hammer Sportzone Limburg                                    | Holland        | 2.1    | Holdbegivenhed Ian Boswell (USA) Jonathan Dibben (GBR) Owain Doull (GBR) Tao Geoghegan Hart (GBR) Danny van Poppel (NED) Elia Viviani (ITA) | Team Sky                        | [ 135 ] |
| 2.–4. juni       | Tour of Bihor-Bellotto                                      | Rumænien       | 2.2    | Rodolfo Torres (COL) | Androni Giocattoli-Sidermec     | [ 136 ] |
| 2. juni          | Trofeo Alcide Degasperi                                     | Italien        | 1.2    | Andrea Toniatti (ITA) | Team Colpack                    | [ 137 ] |
| 3. juni          | Heistse Pijl                                                | Belgien        | 1.1    | Jasper De Buyst (BEL) | Lotto-Soudal                    | [ 138 ] |
| 4. juni          | Coppa della Pace – Trofeo Fratelli Anelli                   | Italien        | 1.2    | Nicola Gaffurini (ITA) | Sangemini-MG.K Vis              | [ 139 ] |
| 4. juni          | Memorial Philippe Van Coningsloo                            | Belgien        | 1.2    | Yves Coolen (BEL) | Home Solution-Anmapa-Soenens    | [ 140 ] |
| 7.–11. juni      | Slovakiet Rundt                                             | Slovakiet      | 2.1    | Jan Tratnik (SLO) | CCC Sprandi Polkowice           | [ 141 ] |
| 8.–11. juni      | Oberösterreichrundfahrt                                     | Østrig         | 2.2    | Stephan Rabitsch (AUT) | Felbermayr-Simplon Wels         | [ 142 ] |
| 8.–11. juni      | Ronde de l'Oise                                             | Frankrig       | 2.2    | Flavien Dassonville (FRA) | HP BTP-Auber93                  | [ 143 ] |
| 8. juni          | Grand Prix du canton d'Argovie                              | Schweiz        | 1.HC   | Sacha Modolo (ITA) | UAE Team Emirates               | [ 144 ] |
| 9.–11. juni      | Tour of Małopolska                                          | Polen          | 2.2    | Maciej Paterski (POL) | CCC Sprandi Polkowice           | [ 145 ] |
| 9.–15. juni      | Giro Ciclistico d'Italia                                    | Italien        | 2.2U   | Pavel Sivakov (RUS) | BMC Development Team            | [ 146 ] |
| 10. juni         | Dwars door de Vlaamse Ardennen                              | Belgien        | 1.2    | Cameron Meyer (AUS) | Australiens landshold           | [ 147 ] |
| 10. juni         | Fyen Rundt                                                  | Danmark        | 1.2    | Audun Fløtten (NOR) | Uno-X Hydrogen Development Team | [ 148 ] |
| 11. juni         | Ronde van Limburg                                           | Belgien        | 1.1    | Wout van Aert (BEL) | Vérandas Willems-Crelan         | [ 149 ] |
| 11. juni         | Rund um Köln                                                | Tyskland       | 1.1    | Gregor Mühlberger (AUT) | Bora-Hansgrohe                  | [ 150 ] |
| 11. juni         | GP Horsens Posten                                           | Danmark        | 1.2    | Casper Pedersen (DEN) | Team Giant-Castelli             | [ 151 ] |
| 14.–18. juni     | Ster ZLM Toer GP Jan van Heeswijk                           | Holland        | 2.1    | José Gonçalves (POR) | Team Katusha-Alpecin            | [ 152 ] |
| 15.–18. juni     | Route du Sud – La Dépêche du Midi                           | Frankrig       | 2.1    | Silvan Dillier (SUI) | BMC Racing Team                 | [ 153 ] |
| 15.–18. juni     | Slovenien Rundt                                             | Slovenien      | 2.1    | Rafał Majka (POL) | Bora-Hansgrohe                  | [ 154 ] |
| 15.–18. juni     | Tour de Savoie Mont Blanc                                   | Frankrig       | 2.2    | Egan Bernal (COL) | Androni Giocattoli-Sidermec     | [ 155 ] |
| 16.–18. juni     | Serbien Rundt                                               | Serbien        | 2.2    | Charalampos Kastrantas (GRE) | Dare Viator Partizan            | [ 156 ] |
| 17. juni         | Grand Prix Doliny Baryczy Memoriał Grundmanna i Wizowskiego | Polen          | 1.2    | Alan Banaszek (POL) | CCC Sprandi Polkowice           | [ 157 ] |
| 18. juni         | Bruges Cycling Classic                                      | Belgien        | 1.1    | Wout van Aert (BEL) | Vérandas Willems-Crelan         | [ 158 ] |
| 18. juni         | Beaumont Trophy                                             | Storbritannien | 1.2    | Peter Williams (GBR) | ONE Pro Cycling                 | [ 159 ] |
| 18. juni         | The International Race Korona Kocich Gór                    | Polen          | 1.2    | Łukasz Owsian (POL) | CCC Sprandi Polkowice           | [ 160 ] |
| 21. juni         | Halle-Ingooigem                                             | Belgien        | 1.1    | Arnaud Démare (FRA) | FDJ                             | [ 161 ] |
| 27. juni–2. juli | Ungarn Rundt                                                | Ungarn         | 2.2    | Daniel Jaramillo (COL) | UnitedHealthcare                | [ 162 ] |
| 27. juni         | Trofeo Città di Brescia                                     | Italien        | 1.2    | Nikolaj Sjumov (BLR) | Gallina-Colosio-Eurofeed        | [ 163 ] |
| 28. juni–1. juli | Course Cycliste de Solidarność et des Champions Olympiques  | Polen          | 2.2    | Mateusz Komar (POL) | Voster Uniwheels Team           | [ 164 ] |
| 28. juni         | Internationale Wielertrofee Jong Maar Moedig                | Belgien        | 1.2    | Toon Aerts (BEL) | Telenet-Fidea Lions             | [ 165 ] |
| 29. juni–2. juli | Volta a Portugal do Futuro                                  | Portugal       | 2.2U   | José Fernandes (POR) | Liberty Seguros-Carglass        | [ 166 ] |

### Juli
| Dato         | Løb                                  | Land           | Kat. | Vinder                      | Hold                          | Kilde   |
| ------------ | ------------------------------------ | -------------- | ---- | --------------------------- | ----------------------------- | ------- |
| 1. juli      | Omloop Het Nieuwsblad U23            | Belgien        | 1.2  | Tanguy Turgis (FRA)         | BMC Development Team          | [ 167 ] |
| 2. juli      | Slag om Norg                         | Holland        | 1.1  | Gianni Vermeersch (BEL)     | Beobank-Corendon              | [ 168 ] |
| 2.–8. juli   | Østrig Rundt                         | Østrig         | 2.1  | Stefan Denifl (AUT)         | Aqua Blue Sport               | [ 169 ] |
| 5.–9. juli   | Troféu Joaquim Agostinho             | Portugal       | 2.2  | Amaro Antunes (POR)         | W52-FC Porto-Mestre da Cor    | [ 170 ] |
| 5.–9. juli   | Sibiu Cycling Tour                   | Rumænien       | 2.1  | Egan Bernal (COL)           | Androni Giocattoli-Sidermec   | [ 171 ] |
| 7. juli      | Grote Prijs Stad Sint-Niklaas        | Belgien        | 1.2  | Gerben Thijssen (BEL)       | Lotto-Soudal U23              | [ 172 ] |
| 7. juli      | Minsk Cup                            | Hviderusland   | 1.2  | Jegor Dementjev (UKR)       | ISD-Jorbi                     | [ 173 ] |
| 8. juli      | Grand Prix Minsk                     | Hviderusland   | 1.2  | Jauhen Karaliok (BLR)       | Minsk Cycling Club            | [ 174 ] |
| 8. juli      | Grote Prijs Jean-Pierre Monseré      | Belgien        | 1.1  | Laurens Sweeck (BEL)        | ERA-Circus                    | [ 175 ] |
| 9. juli      | Giro del Medio Brenta                | Italien        | 1.2  | Michele Gazzara (ITA)       | Sangemini-MG.K Vis            | [ 176 ] |
| 9. juli      | Velothon Wales                       | Storbritannien | 1.1  | Ian Bibby (GBR)             | JLT Condor                    | [ 177 ] |
| 9. juli      | Midden-Brabant Poort Omloop          | Holland        | 1.2  | Jaap Kooijman (NED)         | LottoNL-Jumbo-De Jonge Renner | [ 178 ] |
| 12.–16. juli | Giro della Valle d'Aosta             | Italien        | 2.2U | Pavel Sivakov (RUS)         | BMC Development Team          | [ 179 ] |
| 16. juli     | Trofeo Matteotti                     | Italien        | 1.1  | Sergej Sjilov (RUS)         | Lokosphinx                    | [ 180 ] |
| 19. juli     | Grand Prix Pino Cerami               | Belgien        | 1.1  | Wout van Aert (BEL)         | Vérandas Willems-Crelan       | [ 181 ] |
| 22.–26. juli | Tour de Wallonie                     | Belgien        | 2.HC | Dylan Teuns (BEL)           | BMC Racing Team               | [ 182 ] |
| 23. juli     | Grand Prix de la ville de Pérenchies | Frankrig       | 1.2  | Roy Jans (BEL)              | WB Veranclassic Aqua Protect  | [ 183 ] |
| 25. juli     | Prueba Villafranca de Ordizia        | Spanien        | 1.1  | Sergej Sjilov (RUS)         | Lokosphinx                    | [ 184 ] |
| 26.–29. juli | Dookoła Mazowsza                     | Polen          | 2.2  | Alois Kaňkovský (CZE)       | Elkov-Author                  | [ 185 ] |
| 26.–30. juli | Tour Alsace                          | Frankrig       | 2.2  | Lucas Hamilton (AUS)        | Australiens landshold         | [ 186 ] |
| 29.–31. juli | Kreiz Breizh Elites                  | Frankrig       | 2.2  | Jonas Gregaard Wilsly (DEN) | Riwal Platform Cycling Team   |         |
| 30. juli     | GP Kranj                             | Slovenien      | 1.2  | Matej Mugerli (SLO)         | Amplatz-BMC                   | [ 187 ] |
| 30. juli     | Polynormande                         | Frankrig       | 1.1  | Alexis Gougeard (FRA)       | Ag2r-La Mondiale              | [ 188 ] |
| 30. juli     | Rad am Ring                          | Tyskland       | 1.1  | Huub Duyn (NED)             | Vérandas Willems-Crelan       | [ 189 ] |
| 31. juli     | Circuito de Getxo                    | Spanien        | 1.1  | Carlos Barbero (ESP)        | Movistar Team                 |         |

### August
| Dato                    | Løb                              | Land      | Kat. | Vinder                     | Hold                        | Kilde |
| ----------------------- | -------------------------------- | --------- | ---- | -------------------------- | --------------------------- | ----- |
| 1.–5. august            | Vuelta a Burgos                  | Spanien   | 2.HC | Mikel Landa (ESP)          | Team Sky                    |       |
| 4.–15. august           | Volta a Portugal                 | Portugal  | 2.1  | Raúl Alarcón (ESP)         | W52-FC Porto-Mestre da Cor  |       |
| 5. august               | Dwars door het Hageland          | Belgien   | 1.1  | Mathieu van der Poel (NED) | Beobank-Corendon            |       |
| 5. august               | Kalmar Grand Prix                | Sverige   | 1.2  | Rasmus Bøgh Wallin (DEN)   | Team ColoQuick-Cult         |       |
| 5. august               | Tour de Ribas                    | Ukraine   | 1.2  | Sergij Lagkuti (UKR)       | Kolss Cycling Team          |       |
| 6. august               | Antwerpse Havenpijl              | Belgien   | 1.2  | Arvid de Kleijn (NED)      | Baby-Dump Cycling Team      |       |
| 6. august               | Odessa Grand Prix                | Ukraine   | 1.2  | Mykhajlo Kononenko (UKR)   | Kolss Cycling Team          |       |
| 8.–12. august           | Tour de l'Ain                    | Frankrig  | 2.1  | Thibaut Pinot (FRA)        | FDJ                         |       |
| 10.–12. august          | Tour of Szeklerland              | Rumænien  | 2.2  | Patrick Bosman (AUT)       | Hrinkow Advarics Cycleang   |       |
| 10.–13. august          | Arctic Race of Norway            | Norge     | 2.HC | Dylan Teuns (BEL)          | BMC Racing Team             |       |
| 10.–13. august          | Czech Cycling Tour               | Tjekkiet  | 2.1  | Josef Černý (CZE)          | Elkov-Author                |       |
| 12. august              | Memoriał Henryka Łasaka          | Polen     | 1.2  | Alan Banaszek (POL)        | CCC Sprandi Polkowice       |       |
| 13. august              | Coupe des Carpathes              | Polen     | 1.2  | Maciej Paterski (POL)      | CCC Sprandi Polkowice       |       |
| 13. august              | Gran Premio di Poggiana          | Italien   | 1.2U | Nicola Conci (ITA)         | Zalf Euromobil Désirée Fior |       |
| 15.–18. august          | Tour du Limousin                 | Frankrig  | 2.1  | Alexis Vuillermoz (FRA)    | Ag2r-La Mondiale            |       |
| 16. august              | GP Capodarco                     | Italien   | 1.2U | Mark Padun (UKR)           | Team Colpack                |       |
| 18. august              | Arnhem-Veenendaal Classic        | Holland   | 1.1  | Luka Mezgec (SLO)          | Orica-Scott                 |       |
| 19. august              | Puchar Ministra Obrony Narodowej | Polen     | 1.2  | Alois Kankovsky (CZE)      | Elkov-Author                |       |
| 20. august              | Grote Prijs Jef Scherens         | Belgien   | 1.1  | Timothy Dupont (BEL)       | Vérandas Willems-Crelan     |       |
| 20. august              | Szlakiem Wielkich Jezior         | Polen     | 1.2  | Marek Rutkiewicz (POL)     | Wibatech 7R Fuji            |       |
| 22. august              | Grote Prijs Stad Zottegem        | Belgien   | 1.1  | Jasper De Buyst (BEL)      | Lotto-Soudal                |       |
| 22. august              | Grand Prix des Marbriers         | Frankrig  | 1.2  | Karol Domagalski (POL)     | ONE Pro Cycling             |       |
| 22.–25. august          | Tour du Poitou-Charentes         | Frankrig  | 2.1  | Mads Pedersen (DEN)        | Trek-Segafredo              |       |
| 23. august              | Druivenkoers Overijse            | Belgien   | 1.1  | Jerome Baugnies (BEL)      | Wanty-Groupe Gobert         |       |
| 23.–27. august          | Baltic Chain Tour                | Estland   | 2.2  | Herman Dahl (NOR)          | Team Sparebanken Sør        |       |
| 25. august              | Pro Ötztaler 5500                | Østrig    | 1.1  | Roman Kreuziger (CZE)      | Orica-Scott                 |       |
| 26. august              | Omloop Mandel-Leie-Schelde       | Belgien   | 1.1  | Iljo Keisse (BEL)          | Quick-Step Floors           |       |
| 26.–27. august          | Ronde van Midden-Nederland       | Holland   | 2.2  | Kamil Gradek (POL)         | ONE Pro Cycling             |       |
| 27. august              | Schaal Sels                      | Belgien   | 1.1  | Taco van der Hoorn (NED)   | Roompot-Nederlandse Loterij‎ |       |
| 27. august              | Kroatien-Slovenien               | Slovenien | 1.2  | Dušan Rajović (SRB)        | Adria Mobil                 |       |
| 30. august–3. september | Okolo Jižních Čech               | Tjekkiet  | 2.2  | Josef Černý (CZE)          | Elkov-Author                |       |

### September
| Dato              | Løb                                       | Land           | Kat. | Vinder                                            | Hold                          | Kilde   |
| ----------------- | ----------------------------------------- | -------------- | ---- | ------------------------------------------------- | ----------------------------- | ------- |
| 2. september      | Brussels Cycling Classic                  | Belgien        | 1.HC | Arnaud Démare (FRA)                               | FDJ                           | [ 190 ] |
| 3.–5. september   | Bulgarien Rundt – Nord                    | Bulgarien      | 2.2  | Serhij Lagkuti (UKR)                              | Kolss Cycling Team            | [ 191 ] |
| 3.–10. september  | Tour of Britain                           | Storbritannien | 2.HC | Lars Boom (NED)                                   | Team LottoNL-Jumbo            | [ 192 ] |
| 3. september      | Grand Prix de Fourmies                    | Frankrig       | 1.HC | Nacer Bouhanni (FRA)                              | Cofidis                       | [ 193 ] |
| 3. september      | Kernen Omloop Echt-Susteren               | Holland        | 1.2  | Robbert de Greef (NED)                            | Baby-Dump Cyclingteam         | [ 194 ] |
| 5.–10. september  | Olympia's Tour                            | Holland        | 2.2U | Pascal Eenkhoorn (NED)                            | BMC Development Team          | [ 195 ] |
| 7.–9. september   | Bulgarien Rundt – Syd                     | Bulgarien      | 2.2  | Vitalij Buts (UKR)                                | Kolss Cycling Team            | [ 196 ] |
| 8.–9. september   | East Bohemia Tour                         | Tjekkiet       | 2.2  | Kamil Zieliński (POL)                             | Domin Sport                   | [ 197 ] |
| 9. september      | Tour du Jura                              | Schweiz        | 1.2  | Marc Hirschi (SUI)                                | Schweiz' landshold            | [ 198 ] |
| 9. september      | De Kustpijl                               | Belgien        | 1.2  | Christophe no-ppe (BEL)                           | Sport Vlaanderen-Baloise      | [ 199 ] |
| 10. september     | Grand Prix Judendorf-Straßengel           | Østrig         | 1.2  | Adam de Vos (CAN)                                 | Rally Cycling                 | [ 200 ] |
| 10. september     | Tour du Doubs                             | Frankrig       | 1.1  | Romain Hardy (FRA)                                | Fortuneo-Oscaro               | [ 201 ] |
| 10. september     | Grand Prix de la ville de Nogent-sur-Oise | Frankrig       | 1.2  | Jordan Levasseur (FRA)                            | Armée de Terre                | [ 202 ] |
| 11. september     | Grote Prijs Marcel Kint                   | Belgien        | 1.2  | Jonas Rickaert (BEL)                              | Sport Vlaanderen-Baloise      | [ 203 ] |
| 12.–16. september | PostNord Danmark Rundt                    | Danmark        | 2.HC | Mads Pedersen (DEN)                               | Trek-Segafredo                | [ 204 ] |
| 13. september     | Coppa Agostoni                            | Italien        | 1.1  | Michael Albasini (SUI)                            | Schweiz' landshold            | [ 205 ] |
| 13. september     | Grand Prix de Wallonie                    | Belgien        | 1.1  | Tim Wellens (BEL)                                 | Lotto-Soudal                  | [ 206 ] |
| 14. september     | Coppa Bernocchi                           | Italien        | 1.1  | Sonny Colbrelli (ITA)                             | Bahrain-Merida                | [ 207 ] |
| 15. september     | Kampioenschap van Vlaanderen              | Belgien        | 1.1  | Fernando Gaviria (COL)                            | Quick-Step Floors             | [ 208 ] |
| 16. september     | Primus Classic                            | Belgien        | 1.HC | Matteo Trentin (ITA)                              | Quick-Step Floors             | [ 209 ] |
| 16. september     | GP Czech Republic                         | Tjekkiet       | 1.2  | Rok Korošec (SLO)                                 | Amplatz-BMC                   | [ 210 ] |
| 16. september     | Memorial Marco Pantani                    | Italien        | 1.1  | Marco Zamparella (ITA)                            | Amore & Vita-Selle SMP        | [ 211 ] |
| 17. september     | Grand Prix d'Isbergues                    | Frankrig       | 1.1  | Benoît Cosnefroy (FRA)                            | Ag2r-La Mondiale              | [ 212 ] |
| 17. september     | GP Poland                                 | Polen          | 1.2  | Kamil Zieliński (POL)                             | Domin Sport                   | [ 213 ] |
| 20. september     | Omloop van het Houtland                   | Belgien        | 1.1  | Tom Devriendt (BEL)                               | Wanty-Groupe Gobert           | [ 214 ] |
| 23.–24. september | Tour du Gévaudan Languedoc-Roussillon     | Frankrig       | 2.2  | Guillaume Martin (FRA)                            | Wanty-Groupe Gobert           | [ 215 ] |
| 24. september     | Gooikse Pijl                              | Belgien        | 1.2  | Kenny Dehaes (BEL)                                | Wanty-Groupe Gobert           | [ 216 ] |
| 24. september     | Paris-Chauny                              | Frankrig       | 1.2  | Thomas Boudat (FRA)                               | Direct Énergie                | [ 217 ] |
| 24. september     | Duo Normand                               | Frankrig       | 1.1  | Anthony Delaplace (FRA) Pierre-Luc Périchon (FRA) | Fortuneo-Oscaro               | [ 218 ] |
| 26.–27. september | Giro della Toscana                        | Italien        | 2.1  | Guillaume Martin (FRA)                            | Wanty-Groupe Gobert           | [ 219 ] |
| 26. september     | Ruota d'Oro                               | Italien        | 1.2U | Germán Tivani (ARG)                               | Unieuro Trevigiani-Hemus 1896 | [ 220 ] |
| 28. september     | Coppa Sabatini                            | Italien        | 1.1  | Andrea Pasqualon (ITA)                            | Wanty-Groupe Gobert           | [ 221 ] |
| 30. september     | Memorial Imre Riczu                       | Ungarn         | 1.2  | Alberto Giuriato (ITA)                            | Cycling Team Friuli           | [ 222 ] |
| 30. september     | Omloop Eurometropool                      | Belgien        | 1.1  | André Greipel (GER)                               | Lotto-Soudal                  | [ 223 ] |
| 30. september     | Giro dell'Emilia                          | Italien        | 1.HC | Giovanni Visconti (ITA)                           | Bahrain-Merida                | [ 224 ] |

### Oktober
| Dato        | Løb                         | Land     | Kat. | Vinder                            | Hold                  | Kilde   |
| ----------- | --------------------------- | -------- | ---- | --------------------------------- | --------------------- | ------- |
| 1. oktober  | Piccolo Giro di Lombardia   | Italien  | 1.2U | Aleksandr Riabusjenko (BLR)       | Team Palazzago        | [ 225 ] |
| 1. oktober  | Tour de Vendée              | Frankrig | 1.1  | Christophe Laporte (FRA)          | Cofidis               | [ 226 ] |
| 1. oktober  | Gran Premio Bruno Beghelli  | Italien  | 1.HC | Luis León Sánchez (ESP)           | Astana Pro Team       | [ 227 ] |
| 1. oktober  | Eurométropole Tour          | Belgien  | 1.HC | Daniel McLay (GBR)                | Fortuneo-Oscaro       | [ 228 ] |
| 3. oktober  | Binche-Chimay-Binche        | Belgien  | 1.1  | Jasper De Buyst (BEL)             | Lotto-Soudal          | [ 229 ] |
| 3. oktober  | Tre Valli Varesine          | Italien  | 1.HC | Alexandre Geniez (FRA)            | Ag2r-La Mondiale      | [ 230 ] |
| 3. oktober  | Sparkassen Münsterland GIRO | Tyskland | 1.HC | Sam Bennett (IRL)                 | Bora-Hansgrohe        | [ 231 ] |
| 5. oktober  | Milano-Torino               | Italien  | 1.HC | Rigoberto Urán (COL)              | Cannondale-Drapac     | [ 232 ] |
| 5. oktober  | Paris-Bourges               | Frankrig | 1.1  | Rudy Barbier (FRA)                | Ag2r-La Mondiale      | [ 233 ] |
| 8. oktober  | Paris-Tours                 | Frankrig | 1.HC | Matteo Trentin (ITA)              | Quick-Step Floors     | [ 234 ] |
| 8. oktober  | Paris-Tours Espoirs         | Frankrig | 1.2U | Jasper Philipsen (BEL)            | BMC Development Team  | [ 235 ] |
| 11. oktober | Famenne Ardenne Classic     | Belgien  | 1.1  | Moreno Hofland (NED)              | Lotto-Soudal          | [ 236 ] |
| 14. oktober | Tacx Pro Classic            | Holland  | 1.1  | Timo Roosen (NED)                 | Team LottoNL-Jumbo    | [ 237 ] |
| 15. oktober | Chrono des Nations          | Frankrig | 1.1  | Martin Toft Madsen (DEN)          | BHS-Almeborg Bornholm | [ 238 ] |
| 15. oktober | Chrono des Nations (U23)    | Frankrig | 1.2U | Mathias Norsgaard Jørgensen (DEN) | Team Giant-Castelli   | [ 239 ] |
| 17. oktober | Nationale Sluitingsprijs    | Belgien  | 1.1  | Arvid de Kleijn (NED)             | Baby-Dump Cyclingteam | [ 240 ] |